# Florin Răducioiu
Florin Valeriu Răducioiu (ur. 17 marca 1970 w Bukareszcie) – rumuński piłkarz, występujący na pozycji napastnika.

## Kariera klubowa
Răducioiu pochodzi z Bukaresztu. Jeszcze jako dziecko rozpoczął treningi w tamtejszym Dinamie, a w 1985 roku włączono go do kadry pierwszej drużyny. 10 maja 1986 zaliczył swój pierwszy mecz w lidze rumuńskiej i liczył wówczas trochę ponad 16 lat. Był to jego jedyny mecz w tamtym sezonie w barwach Dinama, a w kolejnym, w którym został wicemistrzem kraju, zaliczył tylko 4. W sezonie 1987/1988 dotarł z Dinamem do finału Pucharu Rumunii i jednocześnie po raz drugi został wicemistrzem kraju. W sezonie 1988/1989 zadebiutował w europejskich pucharach (Puchar Zdobywców Pucharów) i wtedy też zaczął być zawodnikiem wyjściowej jedenastki bukareszteńskiego zespołu. Stworzył wówczas atak z Dorinem Mateuțem, który zdobył aż 43 gole w lidze oraz z Rodionem Cămătaru (15 bramek). Sam Florin zdobył ich 12 i był trzecim strzelcem Dinama. W 1990 roku strzelił 14 goli i po raz pierwszy, jak się później okazało, ostatni raz został mistrzem Rumunii. Wywalczył także swój pierwszy w karierze krajowy puchar.
Latem 1990 roku młodym, 20-letnim wówczas Răducioiu zainteresowały się kluby zachodniej Europy i ostatecznie zawodnik przeszedł do włoskiego AS Bari. Miał być gwiazdą tego klubu, tymczasem w Serie A w swoim premierowym sezonie zdobył tylko 5 bramek (pierwszego w spotkaniu we wrześniowym, wygranym 2:1 spotkaniu z AC Torino). Z Bari zajął 13. miejsce w lidze i po roku zmienił klub.
W sezonie 1991/1992 Florin reprezentował barwy Hellas Werona. Jednak drużyna z Serbem Draganem Stojkoviciem i Szwedem Robertem Prytzem spisała się poniżej oczekiwań i zajmując 16. miejsce w Serie A została zdegradowana o klasę niżej. Răducioiu też spisał się słabo strzelając tylko 2 gole w sezonie, ale pomimo tego latem 1992 trafił do Brescii Calcio.
Tam spotkał całą kolonię rodaków w osobach Gheorghe Hagiego, Dorina Mateuța i Ioana Sabău. Brescia pomimo takich wzmocnień opuściła szeregi ekstraklasy, a Florin był jej najlepszym graczem uzyskując 13 goli i ustanowił swój najlepszy dorobek bramkowy w historii występów w lidze włoskiej.
W 1993 roku dzięki dobrej grze Răducioiu przeszedł do słynnego A.C. Milan. W mediolańskim klubie spędził rok. Wywalczył zarówno mistrzostwo Włoch, jak i Puchar Mistrzów (nie grał w finale z FC Barcelona), ale w Milanie z powodu kontuzji, jak i konkurencji w składzie ze strony Daniele Massaro, Marco Simone czy też Jean-Pierre Papina, kariery nie zrobił. W lidze zagrał tylko 7 razy i strzelił 2 gole (z Atalantą BC i Torino), a w Lidze Mistrzów dwukrotnie (1 gol).
W 1994 roku Răducioiu odszedł z zespołu i przeszedł do hiszpańskiego Espanyolu Barcelona. W Primera División zadebiutował 4 września w wygranym 4:2 meczu z Realem Oviedo. W Espanyolu stworzył skuteczny atak z Jordi Lardinem i razem zdobyli 21 goli dla 6. drużyny La Liga. Rok później zajął z Espanyolem 4. miejsce, ale z powodu kontuzji stracił niemal połowę sezonu.
Latem 1996 Florin został wypożyczony do angielskiego West Ham United, ale już po pół roku wrócił do Barcelony i sezon dokończył grając w Espanyolu.
W 1997 roku Răducioiu po raz kolejny zmienił barwy klubowe i został piłkarzem VfB Stuttgart. W niemieckiej Bundeslidze zadebiutował 23 sierpnia w zwycięskim 3:0 wyjazdowym spotkaniu z MSV Duisburg i w debiucie zdobył gola. Potem grał jednak słabiej i był rezerwowym dla pary Jonathan Akpoborie – Fredi Bobic. Zdobył 4 gole w lidze i dotarł do finału Pucharu Zdobywców Pucharów, ale nie wystąpił w nim z powodu kolejnego urazu.
W 1998 roku Răducioiu wrócił do Włoch i znów przywdział barwy Brescii Calcio. Występował w Serie B przez dwa kolejne sezony, ale nie sukcesów i nie poraził skutecznością – strzelił zaledwie 5 goli.
W 2000 roku Florin wrócił do swojego pierwotnego klubu, Dinama i poza małym udziałem w zdobyciu pucharu nie pokazał wysokiej formy.
Zimą 2001 dość niespodziewanie przeszedł do AS Monaco. Przez półtora roku rozegrał dla niego tylko 12 spotkań ligowych i zdobył 2 gole i dość szybko został zwolniony z klubu.
Następnie przez blisko rok pozostawał bez klubu, a w sezonie 2003/2004 próbował jeszcze pograć w innym francuskim klubie, US Créteil-Lusitanos, ale po 11 występach w Ligue 2 postanowił zakończyć piłkarską karierę. Liczył sobie wówczas 34 lata.
| Sezon   | Klub                 | Kraj      | Rozgrywki        | Mecze | Bramki |
| ------- | -------------------- | --------- | ---------------- | ----- | ------ |
| 1985/86 | FC Dinamo Bukareszt  | Rumunia   | Divizia A        | 1     | 0      |
| 1986/87 | FC Dinamo Bukareszt  | Rumunia   | Divizia A        | 4     | 0      |
| 1987/88 | FC Dinamo Bukareszt  | Rumunia   | Divizia A        | 18    | 3      |
| 1988/89 | FC Dinamo Bukareszt  | Rumunia   | Divizia A        | 29    | 12     |
| 1989/90 | FC Dinamo Bukareszt  | Rumunia   | Divizia A        | 24    | 14     |
| 1990/91 | AS Bari              | Włochy    | Serie A          | 30    | 5      |
| 1991/92 | Hellas Werona        | Włochy    | Serie A          | 30    | 2      |
| 1992/93 | Brescia Calcio       | Włochy    | Serie A          | 29    | 13     |
| 1993/94 | AC Milan             | Włochy    | Serie A          | 7     | 2      |
| 1994/95 | Espanyol Barcelona   | Hiszpania | Primera División | 30    | 9      |
| 1995/96 | Espanyol Barcelona   | Hiszpania | Primera División | 16    | 5      |
| 1996/97 | West Ham United      | Anglia    | Premier League   | 11    | 2      |
| 1996/97 | Espanyol Barcelona   | Hiszpania | Primera División | 10    | 5      |
| 1997/98 | VfB Stuttgart        | Niemcy    | Bundesliga       | 19    | 4      |
| 1998/99 | Brescia Calcio       | Włochy    | Serie B          | 24    | 4      |
| 1999/00 | Brescia Calcio       | Włochy    | Serie B          | 13    | 1      |
| 2000/01 | FC Dinamo Bukareszt  | Rumunia   | Divizia A        | 8     | 1      |
| 2000/01 | AS Monaco            | Francja   | Ligue 1          | 9     | 2      |
| 2001/02 | AS Monaco            | Francja   | Ligue 1          | 3     | 0      |
| 2002/03 | bez klubu            | -         | -                | -     | -      |
| 2003/04 | US Créteil-Lusitanos | Francja   | Ligue 2          | 11    | 0      |

## Kariera reprezentacyjna
W reprezentacji Rumunii Răducioiu zadebiutował 25 kwietnia 1990 roku w wygranym 4:1 towarzyskim spotkaniu z Izraelem. W tym samym roku został powołany przez selekcjonera Emerica Ieneia do kadry na Mistrzostwa Świata we Włoszech. Tam zagrał w dwóch meczach grupowych z ZSRR (2:0) i Kamerunem (1:2), a także w 1/8 finału z Irlandią (0:0, karne 4:5), ale w żadnym z tych spotkań nie zdobył gola. Swoją pierwszą bramkę w kadrze zdobył jeszcze przed końcem roku 1990, w wygranym 6:0 meczu z San Marino.
W 1994 roku Răducioiu znalazł się w kadrze na Mistrzostwa Świata w USA. Dobrze spisał się już w grupowym spotkaniu z Kolumbią (3:1), gdy zdobył 2 gole dla swojej drużyny. Wystąpił także w pozostałych meczach w grupie A, ze Szwajcarią (1:4) i USA (1:0). W meczu 1/8 finału z Argentyną (3:2) pauzował za kartki. W ćwierćfinale ze Szwecją także zdobył 2 gole, ale w serii rzutów karnych Szwedzi wygrali 5:4.
Kolejnym i ostatnim wielkim turniejem, na którym wystąpił Răducioiu były Mistrzostwa Europy w Anglii. Rumunia odpadła już po fazie grupowej, a Florin zdobył jedynego gola na tych mistrzostwach, w przegranym 1:2 spotkaniu z Hiszpanią. Po tym turnieju zakończył reprezentacyjną karierę. W kadrze narodowej Rumunii w 40 meczach strzelił 21 goli.

## Kariera trenerska
1 października 2012 roku został trenerem reprezentacji Rumunii U15. Funkcję tę pełnił tak dobrze, że 1 lipca 2013 roku przestał nim być aby zostać awansowanym na trenera U16. Na tym stanowisku również dobrze się sprawdzał, więc rok później został trenerem reprezentacji U17. 31 października 2015 roku został jednak zwolniony.
12 stycznia 2017 został dyrektorem technicznym klubu AS Metropolitan Estudiantes. Był do 4 grudnia 2018.
Dzień później został skautem swojego byłego klubu, AC Milan i został na tym stanowisku do 20 czerwca 2019.
5 stycznia 2022 został organizatorem drużynowym swojego innego byłego klubu, FC Dinamo Bukareszt. Był nim dość krótko bo tylko do 30 czerwca tego samego roku.

## Sukcesy
Dinamo Bukareszt
- Mistrzostwo Rumunii: 1989/90
- Puchar Rumunii: 1985/86, 1989/90
- Półfinał Puchar Zdobywców Pucharów: 1989/89

Milan
- Mistrzostwo Włoch: 1993/94
- Superpuchar Włoch: 1993
- Liga Mistrzów UEFA: 1993/94
- Finał Puchar Interkontynentalny: 1993

VfB Stuttgart
- Finał Puchar Zdobywców Pucharów: 1997/98

## Odznaczenia
- Order Zasługi Sportowej III Klasy – 2008[1]